# Монпинье
Монпинье́ (фр. Montpinier, окс. Montpinhièr) — коммуна во Франции, находится в регионе Юг — Пиренеи. Департамент — Тарн. Входит в состав кантона Плен-де-л’Агу. Округ коммуны — Кастр.
Код INSEE коммуны — 81181.

## География

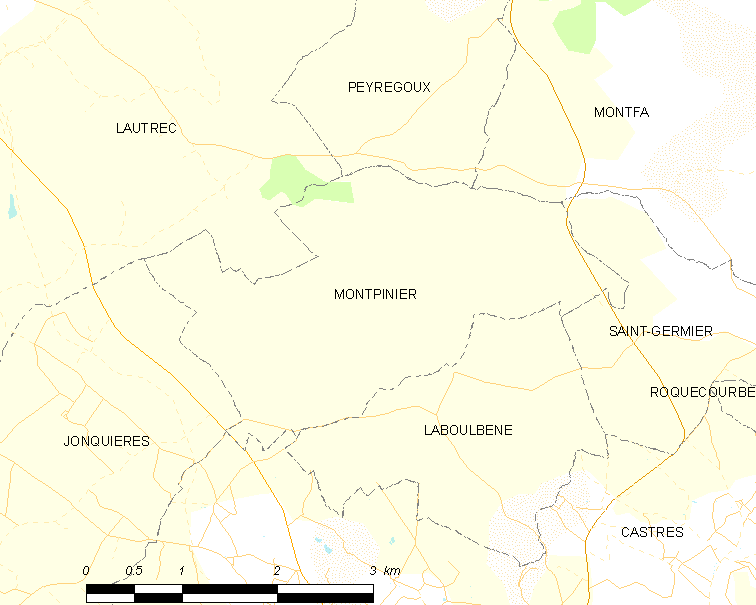
Карта коммуны

Коммуна расположена приблизительно в 580 км к югу от Парижа, в 65 км восточнее Тулузы, в 29 км к югу от Альби.
На севере коммуны протекает река Пулобр (фр. Poulobre).

## Климат
Климат умеренно-океанический. Зима мягкая и дождливая, лето жаркое с частыми грозами. Ветры довольно редки.

## Население
Население коммуны на 2010 год составляло 175 человек.
| 1962 | 1968 | 1975 | 1982 | 1990 | 1999 | 2010 |
| ---- | ---- | ---- | ---- | ---- | ---- | ---- |
| 143  | 127  | 111  | 140  | 155  | 168  | 175  |

## Администрация
| Период | Период | Фамилия    | Партия | Примечания |
| ------ | ------ | ---------- | ------ | ---------- |
| 1983   | 2008   | Жан Казет  |        |            |
| 2008   | 2020   | Жорж Бутье |        |            |

## Экономика
В 2007 году среди 117 человек в трудоспособном возрасте (15—64 лет) 84 были экономически активными, 33 — неактивными (показатель активности — 71,8 %, в 1999 году было 78,2 %). Из 84 активных работали 72 человека (41 мужчина и 31 женщина), безработных было 12 (5 мужчин и 7 женщин). Среди 33 неактивных 12 человек были учениками или студентами, 14 — пенсионерами, 7 были неактивными по другим причинам.

## Достопримечательности
- Замок Монпинье[фр.] (1830)